# Иванов, Алексей Николаевич (рекламист)
Алексе́й Никола́евич Ивано́в (4 февраля 1969, Химки) — российский рекламист, спикер, автор книг-бестселлеров по рекламе  и маркетингу. Автор слоганов «Хорошо иметь домик в деревне», «Maggi. Маленькие победы каждый день», «Nuts — крепкий орешек» и других. Член Союза журналистов Москвы. Участник игры «Что? Где? Когда?», выступающий за команду телезрителей.

## Биография
Алексей Иванов родился 4 февраля 1969 года в Химках в семье инженеров-механиков по летательным и космическим аппаратам.
В 1983—1985 годах учился в Москве в физико-математической школе-интернате № 18.
В 1991 году окончил с отличием Московский физико-технический институт (последний выпуск в СССР) и продолжил учёбу в аспирантуре МФТИ.
В 1993 году стажировался в компании Space Exploration Associates в США.
В 1994 на базе НИИТП досрочно защитил диссертацию по теме «Кинетика деградационных процессов в пучковой плазме» (научные руководители — А. С. Коротеев, М. М. Прудников) и получил учёную степень кандидата физико-математических наук.

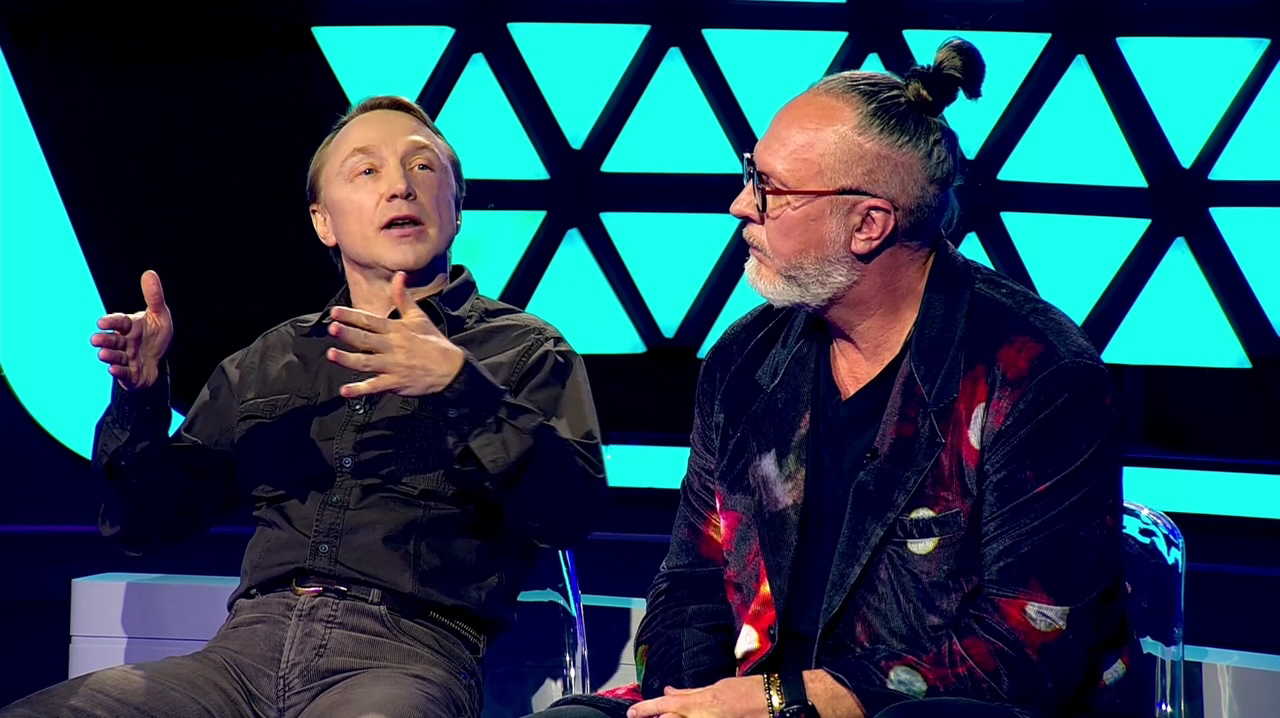
На ток-шоу «Реклама 1990-х vs 2020-х», 31 марта 2025 года

Начинал работу в рекламной индустрии в 1993 году как копирайтер BBDO Marketing. После этого работал в агентствах Young&Rubicam, Publicis United Campaigns и Адвента. Создавал рекламу для брендов Nestlé, Unilever, Nissan, Lufthansa, Hochland («Сыр Hochland — неземной вкус»), Вимм-Билль-Данн, Coca-Cola. Запускал «с нуля» рекламные кампании для кондитерской фабрики «Савинов» («Савинов — карамельная страна», фруктовые леденцы «Бон Пари» (Bon Pari)) и шоколадной фабрики «Россия» («Шок — это по-нашему», Nuts, «Россия — щедрая душа!», конфеты «Родные просторы», «Аленький цветочек»).
Принадлежит к первому поколению отечественных рекламистов.
В 2002 году основал компанию «МастерУм».
Первая написанная им книга — «Бесплатная реклама: результат без бюджета» — поначалу не заинтересовала ни одно из деловых издательств.
Однако в 2010 году книга вышла в издательстве «Альпина Паблишер» и к 2022 году выдержала 10 изданий. Сам рекламист считает : 
Писать сегодня бизнес-книгу – это самоубийство. Деловое издательство получает около 700 рукописей в год. Из них в работу принимается всего 5-6. Но это только начало. Предположим, книга прошла драконовское сито издательства и увидела свет. Это уже само по себе чудо. Но чудо, увы, быстротечное. Потому что судьба 95% деловых книг незавидна. Они никогда не будут переизданы. Первое издание станет и последним… Рынок еще безжалостнее к авторам, чем любой редактор. Увидеть второе издание своей книги суждено лишь 0,05% авторов. Про следующие и говорить нечего… Счастье, что 15 лет назад я об этом ничего не знал…
Статьи и рецензии на книги Иванова выходили в журналах Forbes, «Коммерсантъ Секрет Фирмы», «Эксперт», «Профиль», «Компания», «Генеральный директор», «Коммерческий директор», Psychologies, MAXIM (с анонсом на обложке), «Сноб», «Наука и жизнь», «Химия и жизнь», «За науку», газетах «Московская правда», «Вечерняя Москва», «Деловая Москва», «Литературная газета», «Наша версия», на радио Business FM, Сити FM, MediaMetrics и телевидении. 
Труды рекламиста неоднократно появлялись на книжной ярмарке интеллектуальной литературы Non/fiction. Среди десятки лучших премьер в 2012 году журнал «Профиль» назвал работу «Не может быть. Парадоксы в рекламе, бизнесе и жизни».

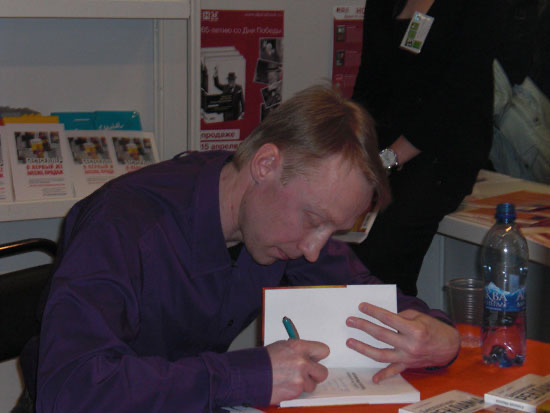
Автограф-сессия на XIII национальной выставке-ярмарке «Книги России», 13 марта 2010 года

Презентации книг, творческие встречи автора с читателями и журналистами проходили на XIII национальной выставке «Книги России» на ВВЦ, ХХIII Московской международной книжной ярмарке, в «Московском доме книги» на Новом Арбате, «Библио-Глобусе», «Молодой гвардии» и в книжных магазинах «Республика». Часть из них в формате «Печа-куча».
Входил в состав жюри бизнес-конкурсов, которые проводил журнал «Генеральный директор» совместно с социальной сетью Профессионалы.ру и компанией 3M.
С 2008 года в качестве приглашенного спикера проводил мастер-классы по теории и практике рекламы в МГУ и СУНЦ МГУ, МФТИ, Высшей школе экономики (НИУ ВШЭ), Российском университете дружбы народов (РУДН), Российском университете транспорта (МИИТ), Российском новом университете (РосНОУ), а также в других вузах и школах. С 2016 преподаёт в компании «Сити Класс» вместе с Ириной Хакамадой, Степаном Демурой, Эвелиной Хромченко, Максимом Поташевым.
Интервью и онлайн-конференции публиковались на порталах E-xecutive.ru, Клерк.Ру и в социальной сети Профессионалы.ру. Неоднократно признавались хитами месяца и года.   В 2017 году интервью Алексея Иванова различным газетам и журналам за 10 лет были изданы отдельной книгой.
Колумнист журнала «Свой бизнес».   
Обложки пяти его книг оформила «Студия Артемия Лебедева».
В 2014 году вышла книга «Как придумать идею, если вы не Огилви», где описаны и приведены в систему восемь креативных приёмов (Предельный переход, Разделение, Инверсия, Приумножение, Метафора, Скрытые резервы, Гипербола, Намеренное нарушение симметрии), статистически наиболее часто встречающихся в рекламных кампаниях за последние 30 лет. По итогам года образовательная онлайн-платформа «Нетология» включила работу в список 11 лучших книг по маркетингу.
В 2019 году книга была переведена на английский язык и представлена во многих странах мира, в 2020 — на украинский, болгарский и турецкий языки.
В 2021 году «Альпина Паблишер» перевыпустила 6-е издание книг «Реклама. Игра на эмоциях» и «Как придумать идею, если вы не Огилви» в одной бизнес-серии с Филипом Котлером.
В 2023 году вышло 12-е издание книги-лонгселлера «Бесплатная реклама: результат без бюджета».
В 2024 году к 50-летию игры «Что? Где? Когда?» вышла книга «Секреты чёрного ящика. Как найти ответ за минуту», где автор использует рекламные методы для решения вопросов из легендарной телепередачи.
Журнал «Сноб»: 
Автор предлагает собственные приемы для поиска ответов на сложные вопросы в условиях ограниченного времени
Портал E-xecutive.ru: 
Главное открытие автора состоит в том, что идеи в рекламе и ответы в «Что? Где? Когда?» построены на одинаковых принципах
Труды рекламиста хранятся в Британской библиотеке, 
национальных библиотеках России, Германии, Швеции, Израиля, Сингапура, Королевской библиотеке Дании, библиотеках Гарвардского, Колумбийского, Иллинойского, Стэнфордского  университетов и других книгохранилищах.

## Увлечения и хобби
Игра разума во всех её проявлениях, жизнь и поэзия А.С. Пушкина, любовная лирика В.В. Маяковского, юморотворчество. В студенческие годы играл в КВН, занимался в театральной студии. Участник 1-го, 2-го Всесоюзных фестивалей «КиВиН» и Всесоюзных Дней физика. Более 30 лет коллекционирует остроумные афоризмы и философские шутки. 
В конце 2022 года в издательстве «Библос» выпустил книгу «Как научиться шутить. Инженерный подход к юморотворчеству».
Как отметил Борис Надеждин:
Автору удалось то, что мне всегда представлялось недостижимым – систематизировать процесс юморотворчества
Создатель сайта «Анекдоты из России» Дмитрий Вернер считает:
Там, где другие годами проходили мимо, автор делает открытия о природе комичного

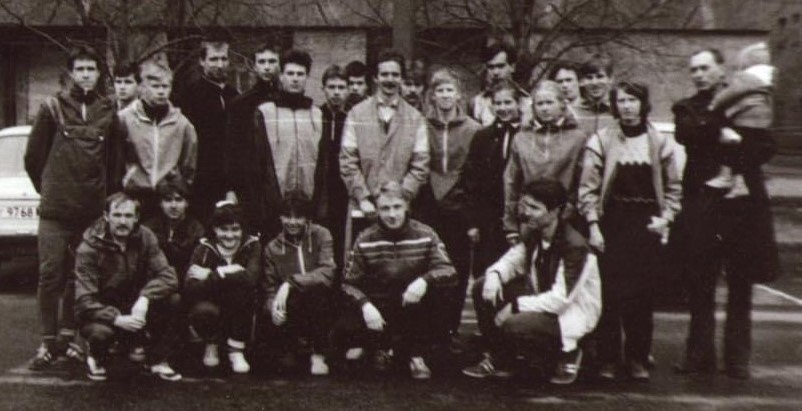
Сборная Физтеха по легкой атлетике, 2 мая 1990 года

Среди любимых занятий рекламиста СМИ называли также плавание, игру в теннис, прогулки на велосипеде, бег. Многолетний участник знаменитой легкоатлетической эстафеты по Садовому кольцу на приз газеты «Вечерняя Москва».
Четырёхкратный чемпион МФТИ на дистанции 100 метров (тренеры — В. В. Поляков, В. А. Мякишев (на фотографии самый правый) и  А. В. Митрофанов (стоит в центре)).

## Российские издания
- Иванов А. Н. Бесплатная реклама: результат без бюджета. — М.: Альпина Паблишер, 2010. — 206 с. — ISBN 978-5-9614-1218-5.
- Иванов А. Н. Здравому смыслу вопреки. Парадоксальные решения в рекламе, бизнесе и жизни. — М.: Претекст, 2011. — 272 с. — ISBN 978-5-98995-070-6.
- Иванов А. Н. Волшебный пинок, или Как рекламироваться бесплатно. — М.: Библос, 2012. — 304 с. — ISBN 978-5-905641-01-5.
- Иванов А. Н. Не может быть. Парадоксы в рекламе, бизнесе и жизни. — М.: Библос, 2013. — 408 с. — ISBN 978-5-905641-04-6.
- Иванов А. Н. Зависть и другие вечные двигатели рекламы. — М.: Библос, 2014. — 212 с. — ISBN 978-5-905641-08-4.
- Иванов А. Н. Как придумать идею, если вы не Огилви. — М.: Альпина Паблишер, 2014. — 240 с. — ISBN 978-5-9614-4965-5.
- Иванов А. Н. Реклама. Игра на эмоциях. — М.: Альпина Паблишер, 2015. — 250 с. — ISBN 978-5-9614-5297-6.
- Иванов А. Н. Сильный ход. Нестандартные решения в рекламе. — М.: Альпина Паблишер, 2016. — 216 с. — ISBN 978-5-9614-5748-3.
- Иванов А. Н. Откровения рекламиста. — М.: Библос, 2017. — 192 с. — ISBN 978-5-905641-42-8.
- Иванов А. Н. Рекламист в гостях у физика. — М.: Библос, 2019. — 280 с. — ISBN 978-5-905641-61-9.
- Иванов А. Н. Доказательная реклама. — Ростов н/Д: Феникс, 2021. — 192 с. — ISBN 978-5-222-36075-0.
- Иванов А. Н. Как научиться шутить. Инженерный подход к юморотворчеству. — М.: Библос, 2022. — 319 с. — ISBN 978-5-6048478-2-4.
- Иванов А. Н. Реклама без бюджета: 20 способов продать ваш товар или услугу. — М.: Альпина Паблишер, 2023. — 304 с. — ISBN 978-5-9614-9137-1.
- Иванов А. Н. Секреты чёрного ящика. Как найти ответ за минуту. — М.: Библос, 2024. — 320 с. — ISBN 978-5-6050864-1-3.

## Зарубежные издания
- Alexey Ivanov. How to Create an Idea If You Are Not Ogilvy. The Secret Weapons of Advertising (англ.). — Stuttgart: Ibidem-Verlag, 2019. — 172 p. — ISBN 978-3-8382-1233-3.
- Иванов А. Скритите оръжия в рекламата. Как да създадеш идея, без да си Огилви (болг.). — София: Изток-Запад[болг.], 2020. — 176 с. — ISBN 978-619-01-0598-5.
- Alexey Ivanov. Eğer Ogilvy Değilseniz Bir Fikir Yaratmanın Yolları: Reklamcılığın Gizli Silahları (тур.). — İstanbul: Cinius Yayınları[тур.], 2020. — 205 с. — ISBN 978-625-7863-72-8.
- Іванов O. Як придумати ідею, якщо ви не Оґілві (укр.). — Дніпро: Моноліт-Bizz, 2020. — 216 с. — ISBN 978-617-577-172-3.

## Факты
- Его рекламное объявление стало предметом вопроса для игры «Что? Где? Когда?» и принесло очко телезрителям в финале 2017 года (автор вопроса заработал 461 тысячу рублей)[93].[значимость факта?]
- Идею обложки книги How to Create an Idea If You Are Not Ogilvy придумал сам автор при помощи тех креативных приемов, которым она и посвящена[94].[нет в источнике]
- Первая публикация вышла, когда автору было 10 лет[95][96].[уточнить]
- Цитаты рекламиста послужили эпиграфами глав в трудах генерального директора Instinct BBDO Светланы Петровой[97] и копирайтера Дениса Каплунова[укр.][98].

## Аудиокниги
- Иванов А. Н. Рекламист в гостях у физика. — М.: Библос, 2019.
- Иванов А. Н. Как придумать идею, если вы не Огилви. — М.: Альпина Диджитал, 2020.
- Иванов А. Н. Реклама. Игра на эмоциях. — М.: Альпина Диджитал, 2021.
- Иванов А. Н. Чувство вины в рекламе. Как побудить клиентов к покупке. — М.: Библос, 2022. — ISBN 978-5-905641-21-3.
- Иванов А. Н. Страх в рекламе. Как побудить клиентов к покупке. — М.: Библос, 2022. — ISBN 978-5-905641-22-0.
- Иванов А. Н. Любопытство в рекламе. Как побудить клиентов к покупке. — М.: Библос, 2022. — ISBN 978-5-905641-24-4.
- Иванов А. Н. Зависть в рекламе. Как побудить клиентов к покупке. — М.: Библос, 2022. — ISBN 978-5-905641-23-7.
- Иванов А. Н. Любовь в рекламе. Как побудить клиентов к покупке. — М.: Библос, 2022. — ISBN 978-5-905641-27-5.
- Иванов А. Н. Жадность в рекламе. Как побудить клиентов к покупке. — М.: Библос, 2022. — ISBN 978-5-905641-25-1.
- Иванов А. Н. Тщеславие в рекламе. Как побудить клиентов к покупке. — М.: Библос, 2022. — ISBN 978-5-905641-26-8.
- Иванов А. Н. Как научиться шутить. Инженерный подход к юморотворчеству. — М.: Библос, 2022. — ISBN 978-5-6048478-2-4.
- Иванов А. Н. Секреты чёрного ящика. Как найти ответ за минуту. — М.: Библос, 2024. — ISBN 978-5-6050864-1-3.